# Francisco de Mora
Francisco de Mora est un architecte espagnol de la Renaissance, né à Cuenca vers 1553, et mort à Madrid en 1610.
Francisco de Mora est l'oncle de l'architecte Juan Gómez de Mora et de l'humaniste Baltasar Porreño (es).
Il est considéré comme un des grands représentants de l'architecture herrérienne, du nom du plus célèbre architecte de la Renaissance espagnole, Juan de Herrera, un style qui s'est développé dans le dernier tiers du XVIe siècle, avec une œuvre qui anticipe les différents courants baroques qui s'imposent au XVIIe siècle.
Il a réalisé le couvent de San José (es) (Ávila) et le Palais ducal de Lerma (es) (Lerma, Burgos), dont les plans ont eu une grande influence dans l'architecture religieuse et civile.

## Biographie
Il s'est formé auprès auprès de l'architecte Juan de Herrera, travaillant avec lui à l'Alcazar de Ségovie et au monastère Saint-Laurent de l'Escurial. Après la mort de son maître, en 1597, il a continué la construction de ce dernier ouvrage, avec la galería de Convalecientes et les maisons pour recevoir l'entourage royal.
La plus grande part de sa carrière s'est déroulée à Madrid. Dans le cadre du transfert de la capitale espagnole de Tolède à Madrid par Philippe II, les responsables de la ville, dont Luis Gaytán de Ayala (es), ont commencé à chercher à modifier la place del Arrabal, à l'emplacement de l'actuelle Plaza Mayor. En 1581, quand Juan de Herrera fait sa réponse à Juan de Ibarra, secrétaire des bâtiments royaux, sur le projet de cette place. En 1608, Francisco de Mora est chargé d'étudier un plan pour redresser (cuadrar) la plaza Mayor
En 1591, il est nommé maître des œuvres royales, et l'année suivante, maître d'œuvre principal de la ville de Madrid, fonctions qu'il a remplies jusqu'à sa mort. En même temps que ces tâches, il a modifié la façade méridionale de l'Alcázar royal de Madrid et construit l'église de San Bernabé (es) de L'Escurial (1594-1595).
À Madrid, il a construit le couvent de Santa Isabel (es) (1596), en modifiant l'édifice construit par Antonio Pérez, et tracé les plans de la chapelle du couvent de Nuestra Señora de Atocha (1598), aujourd'hui disparue et reconstruite au XXe siècle comme basilique royale. Vers 1600, il a restauré le couvent de San Felipe el Real (es).
En dehors de la capitale, il a réalisé l'église du monastère de Santiago de Uclés, à Uclès, dans la province de Cuenca, terminée en 1598.
Mais son œuvre majeure a été la construction de la ville de Lerma. Le duc de Lerma, Francisco Goméz de Sandoval y Rojas, l'a chargé du projet de construction de la ville où il voulait élever son palais. Sa construction a commencé en 1601 et a été terminée sept ans après sa mort, en 1617. Les ouvrages qu'il y a construits sont caractéristiques de l'architecture herrerienne, avec un style très ordonné et d'une géométrie équilibrée. Cet ouvrage a eu une grande influence sur l'architecture espagnole.
En 1604, il a commencé la construction du couvent franciscain de Velada et a fait les plans de l'église de San Bernardo (es) en Oropesa.
Parmi ses dernières œuvres se trouvent l'église du couvent de San José à Ávila, commencée en 1607, la façade principale de l'hôpital de Santiago à Cuenca, dont il a signé les plans en 1608, et le nouvel édifice du couvent de las Descalzas Reales (es), à Valladolid.
Il a travaillé en étroite collaboration avec son neveu, Juan Gómez de Mora, si bien que sur plusieurs ouvrages il est difficile de préciser ce qui revient à l'un ou à l'autre. C'est le cas du palais des Conseils (Palacio de los Consejos) ou palais du duc de Lerma, conçu en 1609, que l'on peut attribuer à l'oncle ou au neveu, tandis que d'autres recherches suggèrent qu'il est l'œuvre d'Alonso de Trujillo. On peut aussi mentionner le Couvent de Nuestra Señora d'Atocha et la Casa de la Panadería qui ont été terminés par son neveu.

## Sources
- (es) Cet article est partiellement ou en totalité issu de l’article de Wikipédia en espagnol intitulé « Francisco de Mora » (voir la liste des auteurs) (adaptation).